# Nicolás Pavez
Nicolás Raúl Pavez Cuevas (13 de octubre de 1979) es un abogado y político chileno. Entre enero de 2009 y marzo de 2010 se desempeñó como Gobernador de la Provincia de Chacabuco..

## Formación académica
Realizó sus estudios primarios y secundarios en el Colegio Notre Dame de la Anunciación perteneciente al Arzobispado de Santiago y fundado en 1952 por el sacerdote belga Roberto Polain.
En 1998 ingresa a la Facultad de Derecho de la Universidad Diego Portales donde obtiene el Grado académico de Licenciado en Ciencias Jurídicas y Sociales en septiembre de 2010.
Entre diciembre de 2010 y mayo de 2011 cursa en España la XII versión del Máster Oficial en Acción Política, Fortalecimiento Institucional y Participación Ciudadana en el Estado de Derecho dictado pro la Universidad Francisco de Vitoria, Universidad Rey Juan Carlos y el Ilustre Colegio de Abogados de Madrid, obteniendo el Grado académico de Máster.
El 16 de junio de 2011, en el Palacio de Tribunales, luego de prestar juramento ante el Presidente de la Corte Suprema, Señor Milton Juica Arancibia, le fue conferido el título profesional de Abogado.

## Vida laboral
Durante su vida ha ejercido diversas ocupaciones relacionadas tanto al ámbito público como privado, entre ellas las más destacables 
- Abogado socio de Pavez & Quagliotti www.pqabogados.cl
- Abogado de la "Defensoria Penal Comunal" de la Municipalidad de Estación Central
- Abogado Penalista de Municipalidad de Padre Hurtado en representación de víctimas delitos de alta complejidad
- El año 2020 crea junto a dos socios la Librería Gabriela Libros www.gabrielalibros.cl
- Abogado voluntario del Equipo jurídico de la Agrupación de Familiares de Ejecutados Políticos (AFEP)
- Ejercicio Libre de la Profesión (2015 - a la fecha)
- Jefe Departamento de Asistencia Jurídica del Ministerio de Justicia
- Ejercicio Libre de la Profesión, en sociedad con Sebastián Llantén Morales (julio 2011 - 2013)
- Abogado Asesor Dirección de Desarrollo Comunitarios I. Municipalidad de Providencia (febrero 2013 - diciembre 2013)
- Asesor Dirección Nacional Sernatur. Servicio Nacional de Turismo. Se desempeña como asesor del Subdirector de SERNATUR Sebastian Sichel(2006 – 2007)
- Asesor Provincia de Chacabuco Diputado (se desempeña como asesor del Diputado Zarko Luksic. (1998-2001)

## Vida social y política
El año 1996 comienza sus primeros trabajos en los Campamentos Comaico y La Rivera de la comuna de Colina.</ref>
En su juventud destaca como dirigente de diversas organizaciones sociales, llegando a presidir en 1997 el Centro de Alumnos del Colegio Notre Dame. 

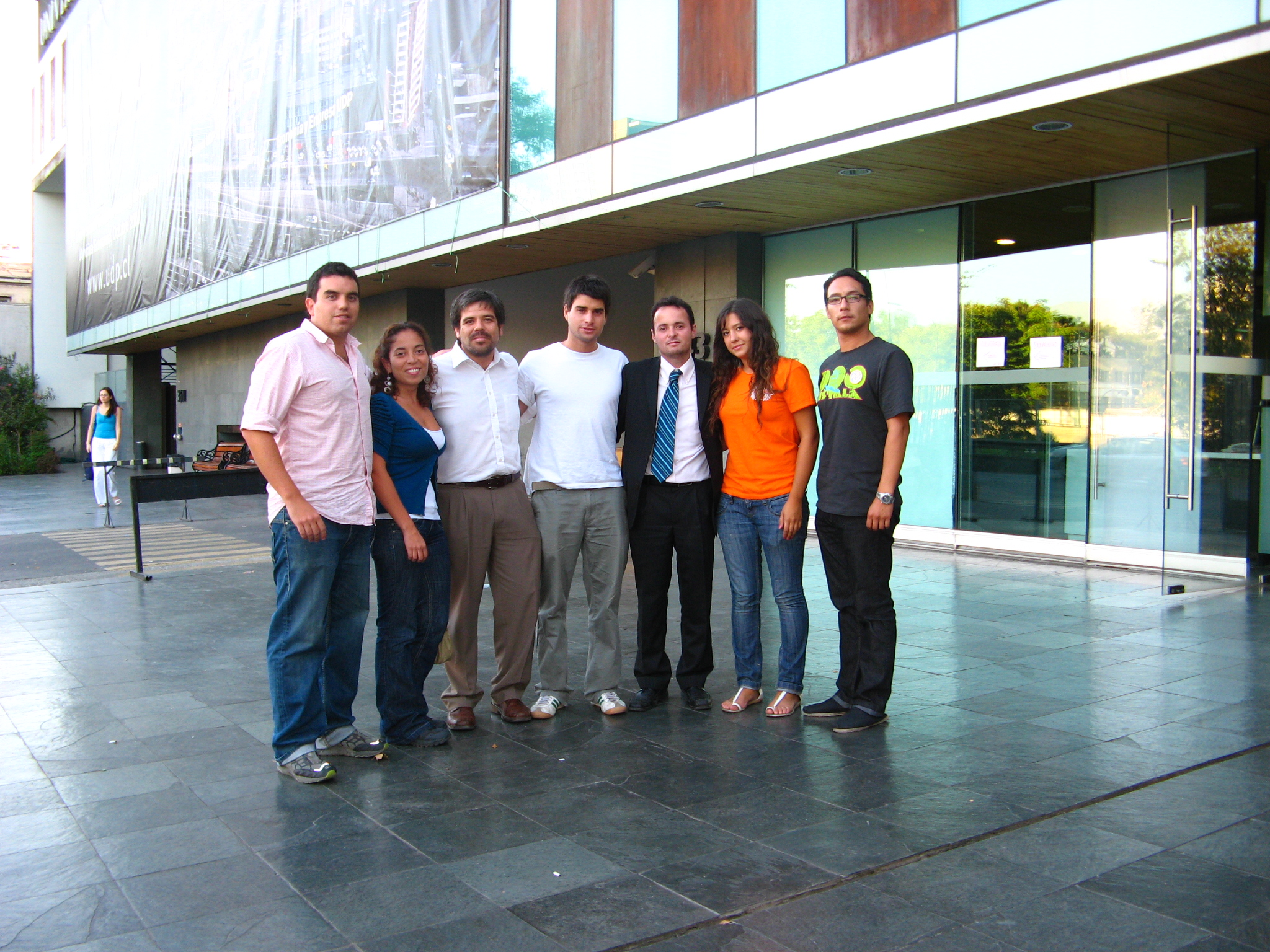
Nicolás Pavez junto a exdirigentes de la FEDEP en marzo de 2010.

Siendo estudiante de la Facultad de Derecho de la UDP, preside la Federación de Estudiantes de la universidad,] como presidente de la Fedep le correspondió además ser miembro del Consejo Académico de la UDP y presidir la hoy desaparecida Confederación de Estudiantes de Educación Superior Privada CONFESUP.
Uno de los proyectos más relevantes de su gestión fue el llamado Proyecto de Democratización Universitaria PDU, el que pese a ser rechazado por la Rectoría en cabezada por Manuel Montt Balmaceda, motivó años más tarde la inclusión de estudiantes y académicos democráticamente electos en los órganos colegiados de la universidad y los Consejos de Facultad y Escuela..
El año 1997-1999 fue coordinador del equipo de voluntarios de la Clínica Familia encabezada por el Padre Baldo Santi.
Con motivo de las elecciones municipales de Chile de 2004 fue candidato a concejal en la Comuna de Colina por el pacto electoral de la Concertación de Partidos por la Democracia integrando el subpacto de la DC, cargo que sirvió desde diciembre de 2004 a diciembre de 2008, destacando sobre todo por fiscalizar el actuar del Alcalde Mario Olavarría Rodríguez,
En las elecciones municipales de Chile de 2008 se presenta como candidato único a Alcalde por Colina (Chile) encabezando la lista de la Concertación, candidatura que resultó infructuosa
El 22 de enero de 2009, la presidenta Michelle Bachelet lo nombra Gobernador de la Provincia de Chacabuco, cargo que asume el 23 de enero del mismo año y que ejerció hasta entregar el cargo a las autoridades del nuevo gobierno, luego de haber presentado su renuncia antes del cambio de mando que puso fin a los 20 años de gobiernos de la Concertación.
En las elecciones municipales de Chile de 2012 se presenta como candidato a concejal en la Comuna de Colina por el pacto electoral de la Concertación Democrática (DC-PS) integrando el subpacto de la Democracia Cristiana, donde obtiene la sexta mayoría entre 24 candidatos, convirtiéndose así en concejal de la comuna para el periodo 2012-2016.
El 1 de septiembre de 2015, presentó su renuncia al Ministerio de Justicia. El 10 de noviembre de 2015, presentó su renuncia al Partido Demócrata Cristiano de Chile. 
Los años 2018 y 2019 se desempeñó como dirigente y luego como Director Técnico del equipo de futbol Amateur Cruz Azul de Haití, obteniendo el título de campeón el año 2018 en la Liga Internacional de Futbol (LIF) [https://ligainternacional.cl/2018/09/04/cruz-azul-de-haiti-primera-vez-los-haitianos-en-el-torneo-limayor-2018/</ref>
El 1 de enero de 2020, firmó como militante del Partido Convergencia Social (CS)
Actualmente se desempeña como abogado penalista, destacando su participación en la creación de la defensoria de víctimas en la Comuna de Estación Central (2022-2023), y actualmente representando a víctimas de delitos de alta connotación publica en la municipalidad de la comuna de Padre Hurtado

## Historial electoral

### Elecciones municipales de 2004
- Elecciones municipales de 2004 para el concejo municipal de Colina[9]

| Candidato                  | Pacto                          | Partido | Votos | %     | Resultado |
| -------------------------- | ------------------------------ | ------- | ----- | ----- | --------- |
| Alejandra Bravo Hidalgo    | Concertación por la Democracia | PDC     | 5109  | 19,54 | Concejala |
| Angélica Antiman Palma     | Alianza                        | UDI     | 4405  | 16,85 | Concejal  |
| Jorge Suárez Suárez        | Concertación por la Democracia | PS      | 3427  | 13,11 | Concejal  |
| Maximiliano Coloma Andrews | Alianza                        | UDI     | 2550  | 9,75  | Concejal  |
| Nicolás Pavez Cuevas       | Concertación por la Democracia | PDC     | 1472  | 5,63  | Concejal  |
| Pablo Atenas Valenzuela    | Independiente (Fuera de pacto) | Ind.    | 1681  | 6,43  | Concejal  |
| Gonzalo Ruiz-Tagle Serrano | Alianza                        | RN      | 1382  | 5,28  | Concejal  |
| Jorge Rodríguez Díaz       | Concertación por la Democracia | PRSD    | 1029  | 3,93  |           |
| Brahin Rodríguez Musiate   | Independiente (Fuera de pacto) | Ind.    | 964   | 3,69  |           |

### Elecciones municipales de 2008
- Elecciones municipales de 2008, para la alcaldía de Colina[10]

| Candidato                 | Pacto                    | Partido | Votos  | %     | Resultado |
| ------------------------- | ------------------------ | ------- | ------ | ----- | --------- |
| Mario Olavarría Rodríguez | Alianza                  | UDI     | 16 293 | 57,47 | Alcalde   |
| Nicolás Pavez Cuevas      | Concertación Democrática | DC      | 5772   | 20,36 |           |
| Alejandra Bravo Hidalgo   | Por un Chile Limpio      | PRI     | 5167   | 18,23 |           |
| José Barra Campos         | Juntos Podemos Más       | Ind.    | 716    | 2,53  |           |
| Paola Ortega Henríquez    | Independiente            | Ind.    | 401    | 1,41  |           |

### Elecciones municipales de 2012
- Elecciones municipales de Chile de 2012, para el concejo municipal de Colina[11]

| Candidato               | Partido                              | Votos | %     |
| Gonzalo Torres Ferrari  | RN                                   | 4.190 | 15,82 |
| Andrés Vásquez Medina   | PDC                                  | 3.811 | 14,38 |
| Alejandra Bravo Hidalgo | PRI                                  | 3.276 | 12,36 |
| Máximo Larraín Geisse   | UDI                                  | 2.340 | 8,83  |
| Jorge Boher Ferrada     | UDI                                  | 1.911 | 7,21  |
| Nicolás Pavez Cuevas    | Partido Demócrata Cristiano de Chile | 1.667 | 6,29  |